# 1 vs. 100 (videojuego de 2008)
1 vs. 100 es la adaptación para Nintendo DS del programa de concursos del mismo nombre desarrollado por el estudio británico ECi, en el que un solo competidor compite contra una audiencia de 100 personas. El juego fue lanzado el 3 de julio de 2008.

## Jugabilidad
Las reglas del juego son idénticas a las del programa: se plantea una pregunta, y tanto el concursante como el grupo de 100 deben adivinar la respuesta. Si el concursante se equivoca, el juego termina y el dinero del premio se divide entre el grupo. Si el concursante responde correctamente, los miembros del grupo que se equivocaron son eliminados, y el valor de cada pregunta aumenta para el concursante a medida que la audiencia se diluye. El concursante puede optar por terminar el juego con sus ganancias en cualquier momento, o presionar su suerte y continuar. Bob Saget, como en el programa televisado, es el presentador del programa. 

## Recepción
La recepción crítica de 1 vs. 100 fue generalmente negativa. Una queja universal es que la base de datos de las preguntas del juego es muy pequeña, y por lo tanto, hay muchas preguntas repetidas. Los críticos también señalaron que el juego no da incentivos al jugador para que conteste bien, como por ejemplo recompensas desbloqueables o registros de los puntajes más altos. IGN señaló que "se puede optar por 'tomar el dinero' después de cada ronda, pero hacerlo solo lleva de regreso al menú principal. El dinero simplemente desaparece: no hay nada para desbloquear ni ninguna razón para tomar el dinero".  Las largas esperas para recibir otra pregunta también fueron criticadas. Los gráficos y el sonido recibieron una recepción mixta.  